# Марія-Жозефа Австрійська
Марія-Жозефа (нім. Maria Josepha von Habsburg, пол. Maria Józefa Habsburżanka; 8 грудня 1699, Відень, Австрія — 17 листопада 1757, Дрезден, Саксонія) — австрійська ерцгерцогиня, після шлюбу курфюрстина-консорт Саксонії і королева-консорт Речі Посполитої.

## Біографія
Старша з двох дочок імператора Священної Римської імперії Йозефа I Габсбурга та Вільгельміни Амалії Брауншвейг-Люнебургської.
1703 року був відписаний Взаємний пакт про престолонаслідування — угода щодо престолонаслідування (спадкоємства трону), таємно підписаний ерц-князями Йосифом І та його братом Карлом, за яким Марія-Жозефа визнавалась спадкоємницею престолу.
20 серпня 1719 вступила в шлюб з Августом Саксонським (1696—1763), який згодом став курфюрстом Саксонським і королем Речі Посполитої. Народила від нього 14 дітей.

## Родина
Чоловік — Август III (1696—1763), курфюрст Саксонськиq і король Речі Посполитої
Діти:
- Фрідріх Кристіан (1722—1763) — наступний курфюрст Саксонії, правив лише два місяці;
- Марія Амалія (1724—1760) — дружина короля Іспанії Карла III;
- Марія Анна (1728—1797) — в 1747 стала дружиною курфюрста Баварії Максиміліана III;
- Франц Ксавер (1730—1806) — в 1765 одружився із графинею Клер фон Лаузиц;
- Марія Жозефа (1731—1767) — в 1747 вийшла за Людовика Фердинанда, дофіна Франції, мати Людовика XVI, Людовика XVIII і Карла X;
- Карл-Крістіан (1733—1796) — герцог Курляндський, в 1760 одружився із Франсуазою Корво;
- Христина (1735—1782);
- Єлизавета (1736—1818);
- Альберт (1738—1822) — герцог Саксен-Тешин, у 1766 одружився із Марією Христиною Габсбург-Лотаринзькою;
- Клемент (1739—1812) — архієпископ Трірський;
- Кунігунда (1740—1826).